# الجند (تعز)

تعديل مصدري - تعديل

الجند هي مدينة ثانوية في محافظة تعز اليمنية، بلغ تعداد سكانها 1611 نسمة حسب الإحصاء الذي جرى عام 2004. اشتهرت في العصر الإسلامي، وسميت باسم معاذ بن جبل الذي بنى جامع الجند فيها.

## نبذة
الجند : بفتح الجيم والنون وسكون الدال. تقع مدينة الجند على بعد 21 كيلو متر شمال شرق مدينة تعز. مدينة الجند من المدن التاريخية اليمنية المشهورة منذ عصور ما قبل الإسلام، وكانت واحدة من أسواق العرب القديمة المشهورة.

## في التاريخ
ورد ذكر مدينة الجند في كتابه صفة جزيرة العرب للعالم أبو محمد الحسن بن أحمد الهمداني في القرن الرابع الهجري/العاشر الميلادي ضمن مدن العرب المشهورة، يقول الهمداني : «طول الجند أزيد من طول عدن بنصف درجة وعرضها ثلاثة عشرة درجة» وفي موضع آخر من نفس الكتاب يصف الهمداني مدينة الجند بأنها أول مدن اليمن على سمت نجدها وأنها من أرض السكاسك من كندة، ومسجدها يعد من المساجد الشريفة مضيفاً بأن الذي اختطه هو الصحابي الجليل معاذ بن جبل رضي الله عنه بأمر من الرسول ﷺ قبل السنة العاشرة للهجرة النبوية الشريفة في النصف الأول من القرن الأول الهجري/السابع الميلادي. كما ورد ذكر الجند في بعض أشعار العرب قبل الإسلام.

## في العصر الإسلامي
أما تاريخ مدينة الجند في العصر الإسلامي فيبدأ في السنة السادسة للهجرة/628م حينها بعث الرسول ﷺ بالصحابي الجليل معاذ بن جبل إلى اليمن ليعلم الناس القرآن الكريم وأمور الدين الإسلامي الحنيف. فوصل معاذ إلى الجند وبنى مسجدها. وكان رسول الله ﷺ قد قسم اليمن إلى ثلاثة مخاليف هي صنعاء والجند وحضرموت، وقيل خمسة مخاليف هي مخلاف الجند وعين عليه معاذ بن جبل ومخلاف صنعاء وعين خالد بن سعيد عاملاً عليه ومخلاف حضرموت وعامِله زياد بن لبيد وعين المهاجر بن أبي أمية على كندة وعين أبا موسى على مخلاف زبيد ورمع وعدن والساحل. وفي رواية ثالثة ورد بأن الرسول ﷺ عين على اليمن كل من الصحابيين الجليلين معاذ بن جبل وأبو موسى عبد الله بن قيس الأشعري يفقهان الناس، وعين عاملاً على كل مخلاف من المخاليف المذكورة. بقيت اليمن في القرون الهجرية الأولى مقسمة إلى عدة مخاليف (جمع مخلاف) وكانت مدينة الجند مركزاً لأكبر هذه المخاليف، وبحسب ما أورده العالم الهمداني في كتاب صفة جزيرة العرب كانت جميع مدن وقرى تهامة اليمانية تنسب في دواوين الخلفاء إلى عامل الجند منها عدن وأبين والرواغ وموزع والشقاق والمندب وزبيد (الحصيب) وحيس والقحمة وذوال والمعقر والكدراء والمهجم والأشعر وغيرها

## وصف الرحالة العرب
اهتم المؤرخون والرحالة العرب والمسلمون بمدينة الجند في مختلف الفترات في العصر الإسلامي ووصفوها وتحدثوا عن تاريخها وعلمائها منهم ياقوت الحموي ( توفي سنة 622/1239م ) في مؤلفه المشهور معجم البلدان حيث يقول : الجند بالتحريك وكأنه مرتجل، قال أبو سنان اليماني اليمن فيها ثلاثة وثلاثون منبرا قديمة وأربعون حديثة وأعمال اليمن في الإسلام مقسومة على ثلاثة ولاة فوال على الجند ومخاليفها وهو أعظمهان ووال على صنعاء ومخاليفها وهو أوسطها، ووال على حضرموت ومخاليفها وهو أدناها. والجند مسماة بجند بن شهران بطن من المعافر، قال عمارة اليمني وبالجند مسجد بناه معاذ بن جبل رضي الله عنه وزاد فيه وحسن عمارته حسين بن سلامة (توفي سنة 412هجرية/1008م) وزير الأمير أبي الجيش بن زياد، وكان بن سلامة عبدا نوبيا. وقال عمارة ورأيت الناس يحجون إلى مسجد الجند كما يحجون إلى البيت الحرام ويقول أحدهم لصاحبه اصبر لينقضي الحج، ويراد به حج مسجد الجند، وقال ابن الحائك من المدن النجدية باليمن الجند من أرض السكاسك وبين الجند وصنعاء ثمانية وخمسون فرسخا. أنشئت في مدينة الجند الكثير من مدارس العلوم الإسلامية، وكان جامع الجند وهذه المدارس مراكز علم مشهورة يقصدها الدارسون والفقهاء والعلماء من كل اليمن ومن خارج اليمـن منذ بداية العصر الإسلامي وحتى منتصف القرن السادس الهجري/الثاني عشر الميلادي، حينها هجرت المدينة وفقدت اهتمام ملوك الدولة الرسولية بها من أيام الملك المظفر الرسولي بعد مقتل والده الملك المنصور عمر في مدينة الجند سنة 647هجري/1249م.

## علماءالجند
نبغ من الجند علماء كثيرون اشتهروا بالعلم والزهد والورع والصلاح وتخرجت على يديهم أجيال كثيرة، وألَّفَ الكثير من هؤلاء العلماء العديد من المصنفات في مجالات العلوم المختلفة.ومن أشهر علماء الجند : في القرون الهجرية الأولى محمد بن عبد الرحمن الجندي روى عن معمر بن راشد وروى عنه الإمام محمد بن إدريس الشافعي وغيره. ومنهم طاووس بن كيسان اليماني مولى بحير بن ريسان الحميري كان من أبناء فارس نزل الجند وهو تابعي مشهور سمع ابن عباس وجابر بن عبد الله وابن عمر وأبا هريرة وروى عنه مجاهد وعمرو بن دينار وقيس بن سعد وابنه عبد الله وغيرهم ومات بمكة المكرمة سنة 5-106هجرية/7-808ميلادية ؛ والصحابي موسى الجندي روى عنه النبي ﷺ مرسلا قال رد رسول الله ﷺ شهادة رجل في كذبة كذبها، ومعمر بن راشد وعبد الله بن زينب الجندي، وكثير بن عطاء الجندي وقال البخاري كثير بن سويد يعد في أهل اليمن، وزمعة بن صالح الجندي، وعبد الله بن عيسى الجندي، ومحمد بن خالد الجندي وعبد الله بن بحير بن ريسان الجندي، وسلام بن وهب الجندي وعلي بن أبي حميد، وصامت بن معاذ الجندي، ومحمد بن منصور أبو عبد الله الجندي، وأبو قرة موسى بن طارق الجندي ومالك بن حري الجندي وولده إبراهيم حضر سماع سنن أبي قرة علي ابن أبي ميسرة بمسجد الجند سنة ست وتسعين وأربعمائة هجرية. ومن أشهر علماء الجند في القرن الثامن الهجري/الرابع عشر الميلادي البهاء الجندي مؤلف كتاب السلوك في طبقات العلماء والملوك والاسم الكامل للبهاء الجندي مؤلف هذا المصدر التاريخي الهام هو القاضي المؤرخ أبي عبد الله بهاء الدين محمد بن يوسف بن يعقوب الجندي السكسكي الذي توفي سنة 732هجرية/1337م.